# Henrietta Churchill, II duchessa di Marlborough
Henrietta Churchill, II duchessa di Marlborough (Kent, 19 luglio 1681 – Harrow, 24 ottobre 1733), è stata una nobildonna inglese.

## Biografia

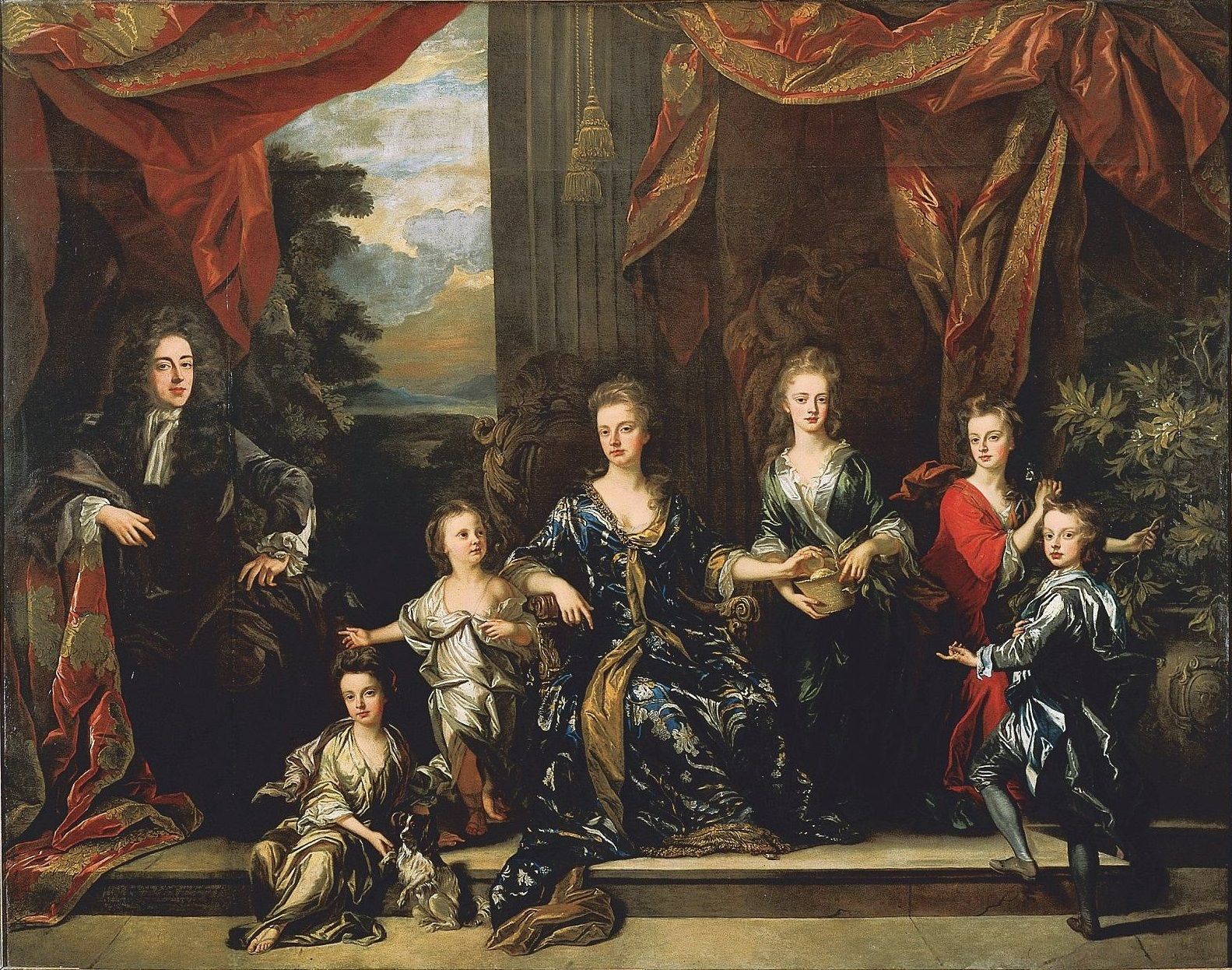
La famiglia del Duca di Marlborough di John Closterman

Era la figlia di John Churchill, I duca di Marlborough, e di sua moglie, Sarah Jennings, amica intima della regina Anna.

### Matrimonio

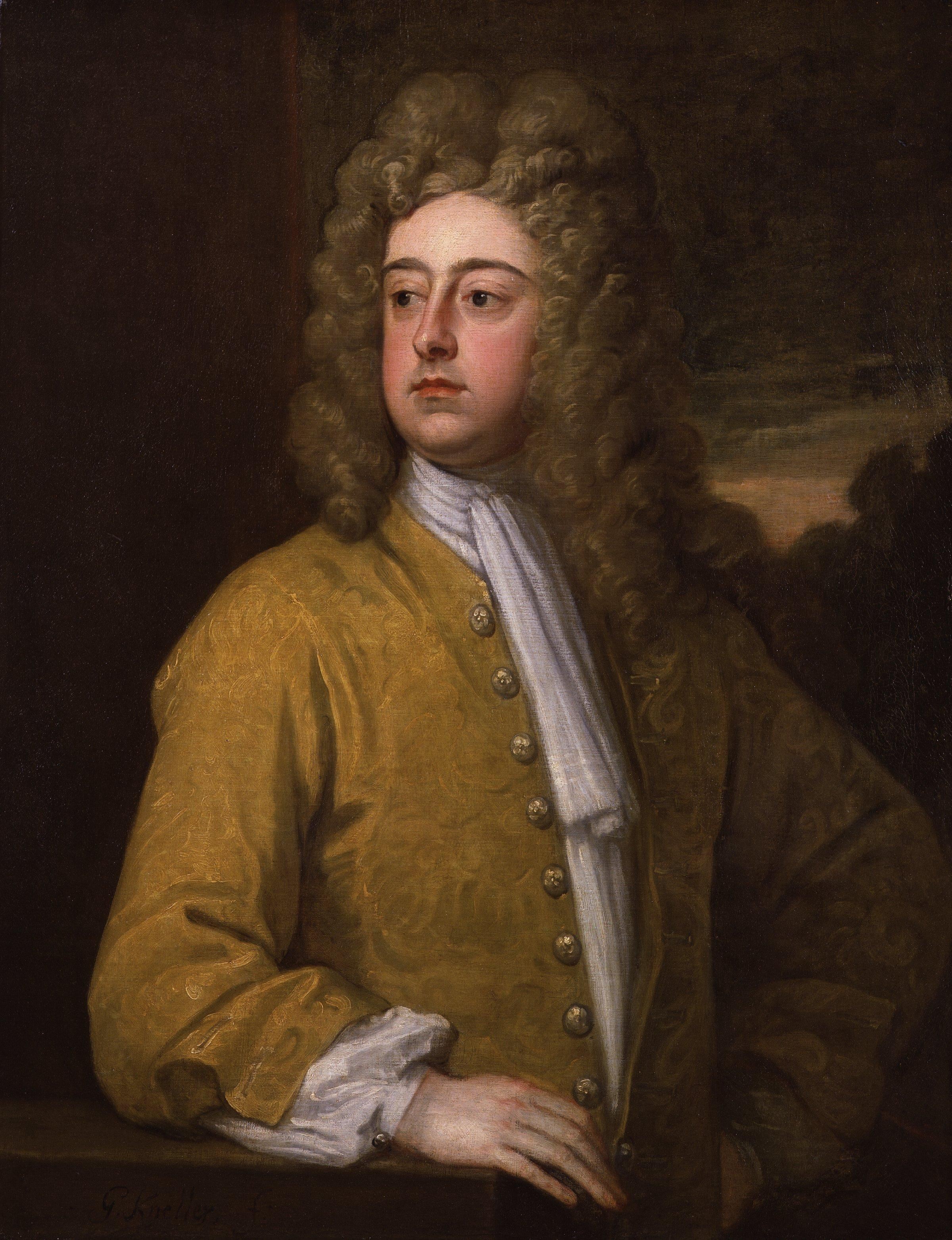
Francis Godolphin, II conte di Godolphin

Nel 1689 sposò Francis Godolphin, II conte di Godolphin, figlio dello statista Sidney Godolphin, I conte di Godolphin, amico e alleato politico dei genitori. Divenne, nel 1706, Viscontessa Rialton quando il suocero venne creato Conte di Godolphin, e divenne Contessa di Godolphin nel 1712, quando il marito divenne II Conte di Godolphin. Suo padre morì senza eredi maschi, cosicché Henrietta divenne Duchessa di Marlborough nel 1722, grazie a un atto del Parlamento inglese che permise alle figlie del primo Duca di ereditare i suoi titoli inglesi.

### Morte

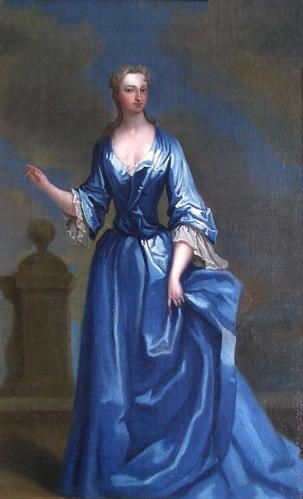
Henrietta Churchill-Goldphin ritratta da Charles Jervas

La Duchessa morì nel 1733, all'età di 52 anni, a Harrow, nel Middlesex, e fu sepolta il 9 novembre 1733 nell'Abbazia di Westminster. I suoi titoli passarono al nipote, Charles.

## Discendenza
Dal matrimonio tra Henrietta e Francis Godolphin, II conte di Godolphin nacquero cinque figli:
- William Godolphin, marchese di Blandford (1700-1731), si sposò con Maria de Jong ma non ebbe discendenza. Fu questo il motivo per il quale i titoli e i beni dei Marlborough passeranno poi agli Spencer, discendenti della sorella minore di Henrietta, Anne;
- Lord Henry Godolphin (1700);
- Henrietta Godolphin (1701-17 luglio 1776), sposò Thomas Pelham-Holles, I duca di Newcastle-upon-Tyne, non ebbero figli[1];
- Lady Margaret Godolphin (1703);
- Mary Godolphin (1705-3 agosto 1764)[2], sposò Thomas Osborne, IV duca di Leeds, ebbero un figlio. Di quest'ultima si disse sempre che fosse in realtà figlia del drammaturgo William Cogreve, del quale Henrietta fu mecenate e a lungo amante. Nonostante ciò Francis Godolphin la crebbe come una propria figlia, anche se la nonna materna, Sarah, non la riconobbe come propria nipote fino al 1740, quando le due si riconciliarono.

## Titoli e trattamento
- 1681–1682: La signorina Henrietta Churchill
- 1682–1689: The Honourable Henrietta Churchill
- 1689–1698: Lady Henrietta Churchill
- 1698–1706: Lady Henrietta Godolphin
- 1706–1712: La Viscontessa Rialton
- 1712–1722: The Right Honourable, la Contessa di Godolphin
- 1722–1733: Sua Grazia, la Duchessa di Marlborough

La Duchessa non ereditò il titolo imperiale principesco di suo padre, poiché nel Sacro Romano Impero operava la legge salica, che impediva la successione femminile. Tuttavia, fu Principessa del Sacro Romano Impero e Principessa di Mindelheim; successivamente fu elevata a Principessa di Mellenburg dopo che le terre di suo padre nell'impero furono scambiate l'una con l'altra.